# Heinz Dieter Kittsteiner
Heinz Dieter Kittsteiner (* 30. Juli 1942 in Hannover; † 18. Juli 2008 in Berlin) war ein deutscher Historiker, Germanist, Schriftsteller und Philosoph.
Heinz Dieter Kittsteiner studierte ab 1962 Geschichte, Germanistik und Philosophie an der Universität Tübingen sowie der Freien Universität Berlin und schloss dieses Studium 1969 mit einem Staatsexamen in Geschichte und Germanistik ab. Als Student gehörte er zeitweise dem SDS und der Redaktion der linken alternative an. 1978 promovierte er bei Jacob Taubes über das Thema Naturabsicht und Unsichtbare Hand. Von 1980 bis 1983 arbeitete Kittsteiner als wissenschaftlicher Mitarbeiter am Philosophischen Seminar der FU Berlin bei Michael Theunissen. Von 1983 bis 1985 war er als wissenschaftlicher Mitarbeiter an der Fakultät für Geschichtswissenschaft und Philosophie an der Universität Bielefeld bei Reinhart Koselleck tätig. 1988 habilitierte er sich mit der Schrift Die Geschichte des modernen Gewissens, mit deren Buchfassung er auch 1995 der erste Preisträger des Halberstädter Gleim-Literaturpreises war. Er hatte im Anschluss eine Lehrstuhlvertretung an der FU Berlin, ein Fellowship am Kulturwissenschaftlichen Institut Essen sowie eine Gastprofessur an der Universität Jena inne.
Seit 1993 war Kittsteiner Professor für Vergleichende europäische Geschichte der Neuzeit an der Europa-Universität Viadrina in Frankfurt (Oder), 2005–2007 zudem Dekan der Kulturwissenschaftlichen Fakultät.
Als wissenschaftliches Programm Kittsteiners beschreibt sein Weggefährte Ludolf Kuchenbuch die „Revision der Trennung von Philosophie und Fachhistorie“ und die kritische Auseinandersetzung mit den verschiedenen geschichtsphilosophischen Entwürfen der Neuzeit, die in die These von „Unverfügbarkeit der Geschichte“ mündete. Aus dieser Perspektive forschte Kittsteiner außerdem etwa zur Genese des modernen Gewissens, zur Erinnerungskultur, Kunst und Kulturgeschichte und arbeitete „an einem Konzept einer plausiblen Binnengliederung der Moderne“ anhand der jeweiligen geschichtsphilosophischen Erwartungshorizonte. Während Kittsteiner dem Glauben an eine „Machbarkeit“ der Geschichte kritisch gegenüberstand, war er – so Christoph Asendorf und Inge Baxmann – „kein Konservativer, sondern ein marxistischer Philosoph, der mit Heidegger gegen verkürzte Marx-Rezeptionen von Links oder Rechts zu Felde zog“, „ein ‚68er‘, der deren ‚Erbe‘ nicht leugnete, sondern auf seine Weise weiterführte“.
Nachdem Kittsteiner am 15. Juli 2008 noch die Laudatio bei der Verabschiedung der Viadrina-Präsidentin Gesine Schwan gehalten hatte, verstarb er unerwartet im Alter von 65 Jahren in seiner Berliner Wohnung.
Wegen seines plötzlichen Todes blieb eine geplante, sechsbändige Geschichte Deutschlands von 1618 bis 1945 unvollendet. Postum erschienen ist nur deren erster Teilband, das aus Vorlesungen hervorgegangene Werk Die Stabilisierungsmoderne, das Patrick Bahners ein „Meisterwerk der Historiographie“ nannte.
Die Bibliothek und der wissenschaftliche Nachlass von Heinz Dieter Kittsteiner befinden sich an der Europa-Universität Viadrina in Frankfurt (Oder) und können im Findbuch des Universitätsarchivs bzw. im elektronischen Katalog der Universitätsbibliothek recherchiert werden.

## Schriften (Auswahl)
- Bewusstseinsbildung, Parteilichkeit, dialektischer und historischer Materialismus. Zu einigen Kategorien der marxistisch-leninistischen Geschichtsmethodologie. In: Internationale Wissenschaftliche Korrespondenz zur Geschichte der deutschen Arbeiterbewegung. Jg. 10, 1974, ISSN 0046-8428, S. 408–430, (23 Seiten PDF-Download, 147 KB).
- „Logisch“ und „Historisch“. Über Differenzen des Marxschen und Engelsschen Systems der Wissenschaft. In: Internationale wissenschaftliche Korrespondenz zur Geschichte der deutschen Arbeiterbewegung, 13. Jg., 1977, S. 1–47, (47 Seiten PDF-Download, 307 KB).
- 1980 Naturabsicht und Unsichtbare Hand. Zur Kritik des geschichtsphilosophischen Denkens (= Ullstein Buch 35064 = Ullstein Materialien). Ullstein, Frankfurt am Main u. a. 1980, ISBN 3-548-35064-X (Umgearbeitete und erweiterte Fassung der Dissertation, Berlin, FU 1978: Karl Marx und der Ausgang der klassischen deutschen Geschichtsphilosophie.).
- 1991 Die Entstehung des modernen Gewissens. Insel Verlag Frankfurt am Main u. a., ISBN 3-458-16148-1
- 1998 Listen der Vernunft. Motive geschichtsphilosophischen Denkens (= Fischer-Taschenbücher. Forum Wissenschaft. Philosophie. 13951). Fischer-Taschenbuch-Verlag, Frankfurt am Main, ISBN 3-596-13951-1.
- 1999 (Herausgeber): Geschichtszeichen. Böhlau, Köln u. a., ISBN 3-412-16198-5.
- 2001 Das Komma von SANS, SOUCI. Ein Forschungsbericht mit Fußnoten. Manutius-Verlag, Heidelberg 2001, ISBN 3-934877-08-7.
- 2003 (Koautor): Gedächtnispolitik. Eine kritische Zwischenbilanz. Heinrich-Böll-Stiftung, Berlin, ISBN 3-927760-44-7.
- 2004 (Herausgeber): Was sind Kulturwissenschaften? 13 Antworten. Fink, Paderborn, ISBN 3-7705-3947-8.
- 2004 Mit Marx für Heidegger – mit Heidegger für Marx. Fink, Paderborn u. a., ISBN 3-7705-3948-6.
- 2004 Out of Control. Über die Unverfügbarkeit des historischen Prozesses. Philo, Berlin u. a., ISBN 3-8257-0344-4. Neuausgabe hg. mit einer Einleitung und der Bibliographie H. D. Kittsteiners von Jannis Wagner, CEP Europäische Verlagsanstalt, Hamburg 2021, ISBN 978-3-86393-119-3.
- 2005 Wir werden gelebt. Formprobleme der Moderne. Philo, Berlin, ISBN 3-86572-537-6.
- 2008 Weltgeist, Weltmarkt, Weltgericht. Fink, München u. a. 2008, ISBN 978-3-7705-4419-6.
- 2010 Die Stabilisierungsmoderne. Deutschland und Europa 1618–1715. Einleitung von Jürgen Kaube. Hanser, München, ISBN 978-3-446-23580-9.